# 大口酒造股份
大口酒造株式會社，簡稱大口酒造（日语：大口酒造株式会社），1970年在日本鹿兒島縣伊佐市成立，總部位於鹿児島県伊佐市大口原田643番地。主要生產及銷售燒酒及釀酒產品。
主要產品為「伊佐錦」（包括白麹仕） 、「黒伊佐錦」（包括黒麹仕） 、「黒伊佐錦 無濾過」（季節限定） 、「甕伊佐錦」（包括黒麹仕） ，以及「伊佐舞」（只提供給伊佐地區）。
在1970年，由11家法人（渕之上酒造合資会社・山田酒造株式会社・川原酒造合資会社・むさし醸造合名会社・竹内酒造有限会社・田中酒造有限会社・向原酒造合資会社・八反丸酒造有限会社・緒方酒造有限会社・神渡酒造合名会社）、1個人（有満　隆 ）） 組成。

## 連結
- 大口酒造株式會社 （页面存档备份，存于）